# Inside the Fire (canção)
"Inside the Fire" (também conhecida como "Devin") é uma música da banda americana de alternative metal, Disturbed. A canção foi lançada como o primeiro single do quarto álbum de estúdio, Indestructible (2008), em 25 de março de 2008, em download digital. A canção apresenta temas suicidas e, em maio de 2008, foi revelado um vídeo-clipe da música. No entanto, devido ao envolvimento dos suicidas no tema no vídeo, sem censura da música, uma versão editada da música e outro vídeo foi lançado, em que estes temas estão ausentes.
Em 24 de março de 2008, "Inside the Fire" estreou em mais de sessenta estações de rádio, rapidamente aparecendo em grandes paradas de música e atingindo o 73° lugar no Billboard Hot 100, e o 1° lugar na Hot Mainstream Rock tracks. O single tornou-se nomeado para um Grammy de "Melhor Performance de Hard Rock" da categoria. A canção foi destaque no jogo Madden NFL 09.

## Interpretação
De acordo com o vocalista David Draiman, a música é "uma música chocante... sobre mim, de pé sobre o corpo de minha namorada, que acabou de se matar, e o Diabo está de pé sobre mim, sussurrando no meu ouvido para eu me matar."
Comentando ainda mais para o The Pulse of Radio, Draiman declarou: "é baseado em uma história real minha, onde, quando eu estava com 16 anos ou algo assim, eu tinha uma namorada que havia cometido suicídio", disse ele. "Foi inacreditavelmente horrível e uma experiência dolorosa, e isso foi catártico para fazer a música, e isso realmente me levou a ter uma certa mentalidade para fazê-la, e eu tive que esperar até ficar pronto."

## Vídeo da música
O videoclipe da música estreou em 2 de maio de 2008 . Um número de telefone de prevenção ao suicídio aparece antes do vídeo, devido à sua natureza e conteúdo, juntamente com uma mensagem do vocalista David Draiman sobre o suicídio. Uma versão "totalmente-personalizada" estreou tempos depois, sem temas ou mensagens obscuras.
O vídeo começa com uma garota (assumindo ser a namorada de Draiman) pendurando-se em uma corda pelo pescoço, em seu próprio apartamento. Draiman chega ao apartamento, e encontra-a morta. Ele corta a corda e coloca seu corpo em um sofá, tentando entender o que aconteceu. Ele, em seguida, limpa ela em uma banheira. Ele volta para o quarto em que ela enforcou-se e olha para fora da porta, certificando-se de que ninguém está lá. Abalado mentalmente, ele pega uma arma que estava pendurada na parede, põe o cano da arma em sua própria boca e começa a gritar. A câmera, em seguida, desaparece e volta, mostrando Draiman contido por uma camisa de força, mostrando que ele não podia levar-se a cometer o suicídio. A versão editada do vídeo da música, que não aborda temas suicidas, mostra o Disturbed tocando em um quarto escuro, com os membros da banda, por vezes, cobertos de sangue.

## Membros
- David Draiman – vocais, co-produtor
- Dan Donegan – guitarras, eletrônicos, produtor
- John Moyer – baixo
- Mike Wengren – bateria, co-produtor

## Paradas e certificações
Em 24 de Março de 2008, "Inside the Fire", estreou em mais de sessenta estações de rádio . A canção alcançou a 1° posição no quadro Billboard Mainstream Rock Tracks, e a 4° no quadro Modern Rock Tracks. A música também chegou ao 73° lugar no Billboard Hot 100, e 77° lugar no Pop 100. A canção é o sexto hit do Disturbed no quadro Active Rock, de Mediabase .